# 1680 års stora komet
1680 års stora komet, som har det egentliga namnet C/1680 V1, men också kallas Kirchs komet och Newtons komet, var den första kometen som upptäcktes med teleskop.

## Översikt
Kometen upptäcktes av Gottfried Kirch den 14 november 1680 och var en av de ljusstarkaste kometerna under 1600-talet. Den kännetecknades av en ovanligt lång kometsvans och var som ljusstarkast även synlig mitt på dagen.
Kometen passerade den 30 november 1680 endast 0,42 AU från jorden. Den passerade perihelium så nära solen som 0,0062 AU (930 000 km) den 18 december 1680. Den sista observationen gjordes 19 mars 1681. I september 2012 var kometen 253 AU från solen.
Upptäckaren har fått ge namn åt Kirchs komet, men den spanske jesuitprästen Eusebio Kino har också en viktig del i kometens historieskrivning. Det var han som beräknade kometens bana och publicerade detta i Exposisión astronómica de el cometa (Mexico City, 1681). Kinos Exposisión astronómica tillhör de tidigaste vetenskapliga avhandlingarna publicerade av en europé i den Nya Världen.
Onekligen var den en solstrykande komet, men tillhörde förmodligen inte Kreutz-gruppen.  Troligen är kometen mest känd för att Isaac Newton använt sig av den för att testa och verifiera Keplers lagar.  Därför har den även kallats Newtons komet. Vissa av banelementen hos 1680 års stora komet överensstämmer med kometen C/2012 S1, varför det föreslagits att de båda kometerna kan härröra från samma himlakropp.